# 新港少女李乐
《新港少女李樂》是由國立台灣歷史博物館發行的歷史漫畫，由東默農編劇，津保昭博（臺灣雲林人，本名不詳）作畫，為台史博第2本漫畫出版品。本作以台灣平埔族少女李樂作為主角，以清末開港通商的台南為背景，呈現出府城及沿山一帶，平埔原住民、西方傳教士、漢人、清國官員等多元族群互動的故事。

## 外部連結
- 新港少女李樂-國立臺灣歷史博物館